# Liu Shan
En aquest nom xinès, el cognom és 劉 (Liu).
Liu Shan, (comunament mal pronunciat com Liu Chan), (207 – 271) va ser el segon i últim emperador de Shu Han durant l'era dels Tres Regnes de la Xina. Quan va ascendir al tron a la jove edat dels setze anys, Liu Shan va ser confiat a la cura d'un grup de ministres veterans, incloent-hi el Canceller Zhuge Liang i el Secretari Imperial Li Yan.